# Aleksandr Szyrwindt
Aleksandr Anatoljewicz Szyrwindt (ros. Алекса́ндр Анато́льевич Ши́рвиндт; ur. 19 lipca 1934 w Moskwie, zm. 15 marca 2024 tamże) – radziecki i rosyjski aktor filmowy i głosowy. Ludowy Artysta RFSRR (1989).

## Wybrana filmografia

### Filmy fabularne
- 1996: Cześć, pajace!

### Filmy animowane
- 1981: Alicja w Krainie Czarów jako Kot z Cheshire